# Rheobatrachus vitellinus
Rheobatrachus vitellinus é uma espécie de rã da família Myobatrachidae considerada extinta, e que foi avistada pela última vez em 1985. Era endémica do Eungella National Park na província australiana de Queensland, em altitudes entre 400 e 1000 metros. Foi avistada pela primeira vez em Janeiro de 1984 e, apesar de vários esforços, nunca mais foi avistada após Março de 1985.
Em Agosto de 2010, a Conservation International e o Amphibian Specialist Group do UICN anunciam uma expedição para encontrar várias espécies de anfíbios consideradas extintas, incluindo a R. vitellinus.  Cientistas australianos tentam trazer de volta o sapo chocador gástrico. Até 2020, a equipe produziu embriões que "quase" se transformam em girinos, mas não completamente. Eles acreditam que esses embriões a se transformarem em sapos.

## Habitat
A espécie foi registada em floresta tropical virgem, em riachos, escondidas debaixo ou entre pedregulhos.

## Reprodução
As fêmeas colocam os ovos fertilizados na boca, onde eles crescem e eclodem, dando à luz pela boca, um sistema que era partilhado com a espécie do mesmo género, R. silus. No único caso que foi registado, 22 juvenis nasceram da boca de uma única fêmea. A secreção dos sucos digestivos era interrompida, enquanto os ovos habitavam o estômago das fêmeas.  Os girinos excretavam algum tipo de enzima que inibia a digestão gástrica.
O chamamento dos machos consistia numa longa série de várias notas staccato. Foram ouvidos chamamentos de Setembro a Dezembro, durante a noite. Os juvenis nasciam em Janeiro - Fevereiro.

## Estado de conservação
A espécie era considerada localmente comum aquando da sua descoberta em 1984 e até Janeiro de 1985. Por essa altura, começou a notar-se um declínio nas zonas por volta dos 400 metros acima do nível do mar. Nessa altura, a espécie ainda era comum a altitudes mais elevadas até Março de 1985, mas começaram a declinar em Junho desse ano. As causas do declínio ainda são desconhecidas, embora tenham sido considerados vários factores, incluindo destruição do habitat, predação, fogos florestais, ou flutuações sazonais da população. Está listada no Anexo II do CITES.